# Nederland op de Olympische Winterspelen 1994
Tijdens de Olympische Winterspelen van 1994 die in Lillehammer, Noorwegen werden gehouden nam Nederland voor de vijftiende keer deel. Er namen 21 olympiërs aan deel in vier takken van sport; bobsleeën, freestyleskiën, schaatsen en shorttrack. Voor Christine Aaftink was het haar derde deelname aan de winterspelen, bobsleeër Robert de Wit nam voor het eerst deel aan de winterspelen na twee deelnames op de zomerspelen. Zes deelnemers namen voor de tweede keer deel. De Chef de mission voor deze spelen was net als in 1992 Ard Schenk. Er werden vier medailles gewonnen.

## Medailleoverzicht
| Sport     | Olympiër       | Discipline   | Medaille |
| --------- | -------------- | ------------ | -------- |
| Schaatsen | Rintje Ritsma  | 1500 m (m)   | Zilver   |
| Schaatsen | Falko Zandstra | 1500 m (m)   | Brons    |
| Schaatsen | Rintje Ritsma  | 5000 m (m)   | Brons    |
| Schaatsen | Bart Veldkamp  | 10.000 m (m) | Brons    |

## Deelnemers en resultaten
(m) = mannen, (v) = vrouwen 

### Bobsleeën
| Olympiër                 | Discipline                | Resultaat | Prestatie                                       |
| ------------------------ | ------------------------- | --------- | ----------------------------------------------- |
| Rob Geurts Robert de Wit | 2-mansbob (m) Nederland I | 24e       | 3.35,07 (+4,26) (53,52 / 53,90 / 53,76 / 53,89) |

### Freestyleskiën
| Olympiër          | Discipline  | Resultaat | Prestatie                     |
| ----------------- | ----------- | --------- | ----------------------------- |
| Michiel de Ruiter | aerials (m) | 17e       | dnq (kwalificatie: 168,39 p.) |

### Schaatsen
| Olympiër (deelname) | Discipline   | Resultaat | Prestatie         |
| ------------------- | ------------ | --------- | ----------------- |
| Martin Hersman      | 1500 m (m)   | 8e        | 1.53,59 (+2,30)   |
| Arie Loef           | 500 m (m)    | 24e       | 37,52 (+1,19)     |
| Arie Loef           | 1000 m (m)   | 22e       | 1.15,12 (+2,69)   |
| Rintje Ritsma       | 1500 m (m)   | Zilver    | 1.51,99 (+0,70)   |
| Rintje Ritsma       | 5000 m (m)   | Brons     | 6.43,94 (+8,98)   |
| Rintje Ritsma       | 10.000 m (m) | 7e        | 14.09,28 (+38,73) |
| Arjan Schreuder     | 500 m (m)    | 37e       | 38,33 (+2,00)     |
| Arjan Schreuder     | 1000 m (m)   | 24e       | 1.15,19 (+2,76)   |
| Jeroen Straathof    | 1500 m (m)   | 9e        | 1.53,70 (+2,41)   |
| Gerard van Velde    | 500 m (m)    | 21e       | 37,45 (+1,12)     |
| Gerard van Velde    | 1000 m (m)   | 9e        | 1.13,81 (+1,38)   |
| Bart Veldkamp       | 5000 m (m)   | 5e        | 6.49,00 (+14,04)  |
| Bart Veldkamp       | 10.000 m (m) | Brons     | 13.56,73 (+26,18) |
| Nico van der Vlies  | 500 m (m)    | 31e       | 37,94 (+1,61)     |
| Nico van der Vlies  | 1000 m (m)   | 15e       | 1.14,29 (+1,86)   |
| Falko Zandstra      | 1500 m (m)   | Brons     | 1.52,38 (+1,09)   |
| Falko Zandstra      | 5000 m (m)   | 4e        | 6.44,58 (+9,62)   |
| Falko Zandstra      | 10.000 m (m) | 4e        | 13.58,25 (+27,70) |
|                     |              |           |                   |
| Christine Aaftink   | 500 m (v)    | 19e       | 41,01 (+1,76)     |
| Christine Aaftink   | 1000 m (v)   | 20e       | 1.22,16 (+3,42)   |
| Tonny de Jong       | 1500 m (v)   | 10e       | 2.05,18 (+2,99)   |
| Tonny de Jong       | 3000 m (v)   | 11e       | 4.25,88 (+8,45)   |
| Tonny de Jong       | 5000 m (v)   | 11e       | 7.36,07 (+21,70)  |
| Annamarie Thomas    | 1000 m (v)   | 14e       | 1.20,94 (+2,20)   |
| Annamarie Thomas    | 1500 m (v)   | 5e        | 2.03,70 (+1,51)   |
| Annamarie Thomas    | 3000 m (v)   | 5e        | 4.19,82 (+2,39)   |
| Annamarie Thomas    | 5000 m (v)   | 10e       | 7.32,39 (+18,02)  |
| Carla Zijlstra      | 1500 m (v)   | 22e       | 2.08,49 (+6,30)   |
| Carla Zijlstra      | 3000 m (v)   | 9e        | 4.23,42 (+5,99)   |
| Carla Zijlstra      | 5000 m (v)   | 7e        | 7.29,42 (+15,05)  |

### Shorttrack
| Olympiër (deelname)                                                          | Discipline           | Resultaat | Prestatie                             |
| ---------------------------------------------------------------------------- | -------------------- | --------- | ------------------------------------- |
| Erik Duijvelshoff                                                            | 500 m (m)            | 22e       | dnq, vr 2 (3e): 45,83                 |
| Erik Duijvelshoff                                                            | 1000 m (m)           | 23e       | dnq, vr 4 (3e): 1.34,37               |
|                                                                              |                      |           |                                       |
| Penèlope di Lella                                                            | 500 m (v)            | 26e       | dnq, vr 7 (4e): 48,44                 |
| Penèlope di Lella                                                            | 1000 m (v)           | 26e       | dnq, vr 3 (4e): 1.47,54               |
| Anke Jannie Landman                                                          | 500 m (v)            | 19e       | dnq, vr 2 (3e): 48,36                 |
| Anke Jannie Landman                                                          | 1000 m (v)           | 28e       | dnq, vr 4 (4e): 1.58,09               |
| Priscilla Ernst Anke Jannie Landman Penèlope di Lella Esmeralda Ossendrijver | 3000 m aflossing (v) | 6e        | B-finale: 4.45,40, hf 2 (3e): 4.45,56 |

Amerikaanse Maagdeneilanden · Amerikaans-Samoa · Andorra · Argentinië · Armenië · Australië · België · Bermuda · Bosnië en Herzegovina · Brazilië · Bulgarije · Canada · Chili · China · Chinees Taipei · Cyprus · Denemarken · Duitsland · Estland · Fiji · Finland · Frankrijk · Georgië · Griekenland · Groot-Brittannië · Hongarije · IJsland · Israël · Italië · Jamaica · Japan · Kazachstan · Kirgizië · Kroatië · Letland · Liechtenstein · Litouwen · Luxemburg · Mexico · Moldavië · Monaco · Mongolië · Nederland · Nieuw-Zeeland · Noorwegen · Oekraïne · Oezbekistan · Oostenrijk · Polen · Portugal · Puerto Rico · Roemenië · Rusland · San Marino · Senegal · Slovenië · Slowakije · Spanje · Trinidad en Tobago · Tsjechië · Turkije · Verenigde Staten · Wit-Rusland · Zuid-Afrika · Zuid-Korea · Zweden · Zwitserland